# Vas (Hungria)
Vas é um condado (megye em húngaro) da Hungria. Sua capital é a cidade de Szombathely.